# Estadio de Bata
Estadio de Bata – wielofunkcyjny stadion w mieście Bata, w Gwinei Równikowej. Został otwarty w 2007 roku i pierwotnie mógł pomieścić 22 000 widzów. W 2008 roku obiekt gościł piłkarskie Mistrzostwa Afryki kobiet, a w 2012 roku był jedną z aren Pucharu Narodów Afryki oraz ponownie Mistrzostw Afryki kobiet. Przed turniejem o Puchar Narodów Afryki obiekt został rozbudowany i obecnie może pomieścić 35 000 widzów.